# Stanisław Kramsztyk

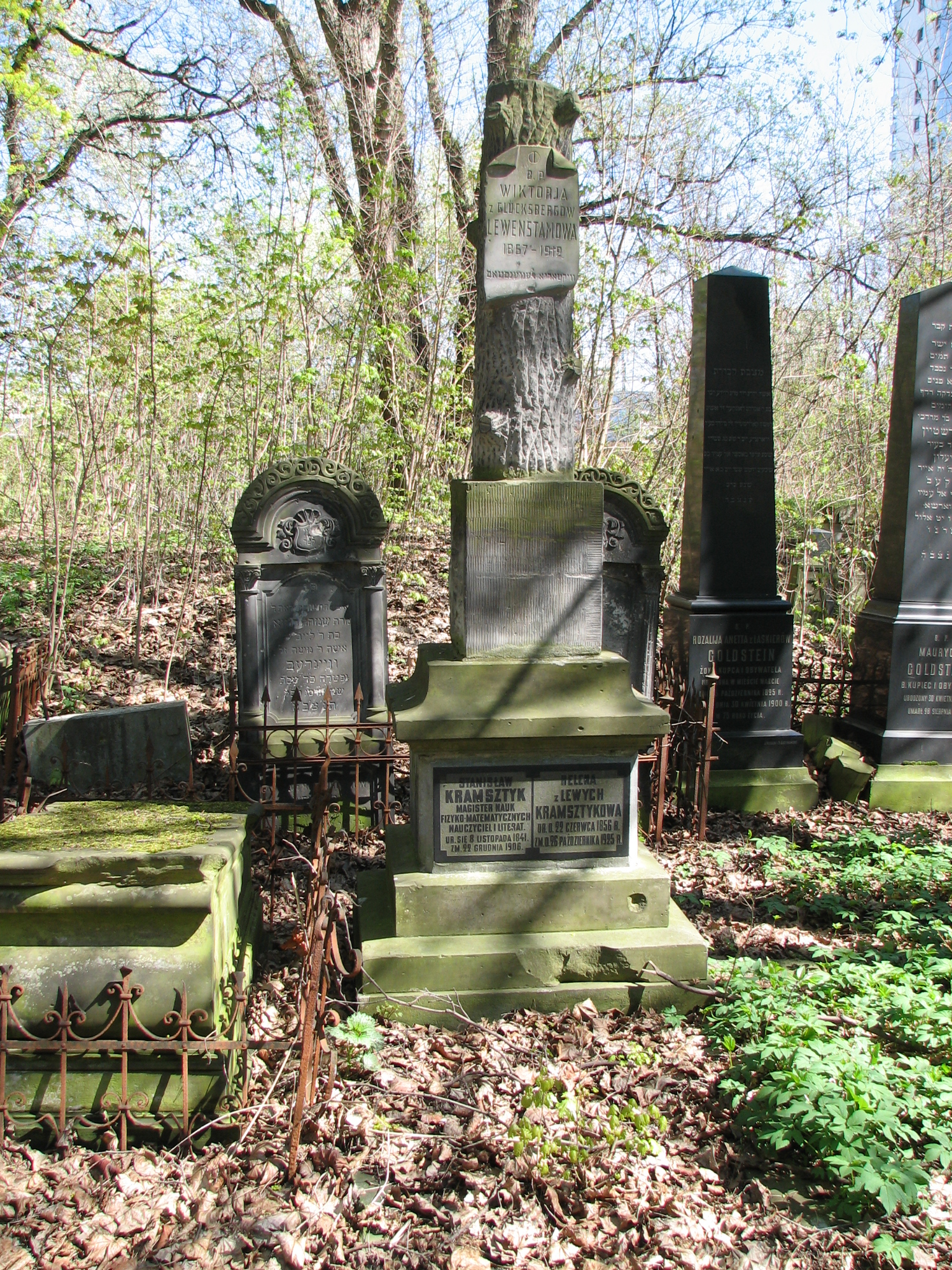
Grób Stanisława i Heleny Kramsztyków na cmentarzu żydowskim w Warszawie

Stanisław Kramsztyk (ur. 8 listopada 1841 w Warszawie, zm. 22 grudnia 1906 w Warszawie) – polski naukowiec żydowskiego pochodzenia, fizyk, matematyk, przyrodnik, pedagog, popularyzator nauki i encyklopedysta.

## Życiorys
Urodził się w Warszawie w zasymilowanej rodzinie żydowskiej, jako syn rabina Izaaka Kramsztyka (1814–1899). Jego braćmi byli: Zygmunt (1848–1920), Julian (1851–1925) i Feliks (1853–1918).
W 1859 ukończył gimnazjum gubernialne w Warszawie. W tym samym roku rozpoczął studia na Akademii Medyko-Chirurgicznej. Po otwarciu w 1862 Szkoły Głównej Warszawskiej, przeniósł się na wydział Matematyczno-Fizyczny, który ukończył w 1866, jako jeden z pierwszych magistrów tej uczelni. Od tego czasu nauczał fizyki i przyrody w wielu warszawskich prywatnych szkołach średnich. W latach 1875–1891 wykładał arytmetykę handlową w Szkole Handlowej im. Leopolda Kronenberga w Warszawie. Nauczał także na Wyższych Kursach Handlowych Żeńskich oraz na tajnych kompletach. W latach 1869–1886 pracował jako urzędnik w Banku Polskim, a w latach 1890–1906 w Warszawskim Towarzystwie Ubezpieczeń od Ognia.
Był jednym ze współzałożycieli Kasy im. Mianowskiego – wspomagającej finansowo młodych naukowców. Wygłaszał publiczne odczyty z dziedziny przyrody, fizyki i astronomii, z których dochód najczęściej przeznaczał na cele instytucji naukowych i społecznych. Działał w społecznym i naukowym życiu pozytywistów warszawskich.
Pracę popularyzatorską rozpoczął w 1862 od cyklu Gawędy naukowe, drukowanego w Przyjacielu Dzieci. Od 1868 publikował artykuły naukowe i popularne w wielu czasopismach polskich (m.in. w Kłosach, Bibliotece Warszawskiej, Ateneum czy Kraju). Opracował m.in. cały dział przyrodniczy w Encyklopedii Powszechnej Mniejszej i Encyklopedii Powszechnej Ilustrowanej Samuela Orgelbranda, dział astronomii i fizyki w Wielkiej Encyklopedii Ilustrowanej oraz wchodził w skład redakcji Encyklopedii Wychowawczej. Napisał wiele książek promujących naukę oraz podręczniki do matematyki i fizyki. Przetłumaczył na język polski wiele publikacji naukowych. Jego dorobek popularyzatorski i publicystyczny jest oceniany na kilka tysięcy pozycji.
Z małżeństwa z Heleną z domu Lewy (1856–1925), z którą miał troje dzieci: Wandę (1879–1889), Karolinę (1887–1896) i Stefana (1877–1942; lekarza pediatrę, więźnia getta warszawskiego). Stanisław Kramsztyk pochowany jest na cmentarzu żydowskim przy ulicy Okopowej w Warszawie (kwatera 71).